# 김동현 (1998년)
김동현(金東賢, 1998년 9월 17일~)은 대한민국의 가수이며 대한민국 남자 아이돌 그룹 AB6IX 멤버이다.

## 학력
- 대전글꽃중학교 (졸업)
- 남대전고등학교 (졸업)
- 글로벌사이버대학교 방송연예학과 (재학)

## 출연 작품

### TV 방송
- 《떠나보고서》 (2017) - 고정 출연

### 드라마
- 《몽슈슈 글로벌 하우스》(2019) - 특별출연
- 《너의 밤이 되어줄게》(2021~2022) - 우가온 역